# 血型飲食法
血型飲食法（或血型飲食、血型飲食減肥法、血型飲食養生法）是盲從的飲食風潮（英語：fad diets）之一。這個飲食法是20世紀時，由從事自然療法的彼得•打答摩（Peter D'adamo）所提出的，認為ABO血型是決定飲食健康程度最重要因子。而支持此論點者進一步對各種血型者設計獨特的飲食計劃。
「無法被科學佐證」，是目前營養學界、醫學界、與科學家對血型飲食法的共識。2013年發表於《美國臨床營養學刊》上的一篇論文，回顧1960年代以來的相關論點與證據，結論目前尚無足夠證據能證實根據個人血型選擇飲食會有益健康。
至今，在尚無證據證實血型飲食法之下，此食物盲從的迷思仍不斷出現在華文各大主流電子媒體、健康雜誌、與書籍，而內容農場有更多相關迷思之流傳。

## 支持者論點
血型飲食法的支持者們認為不同血型者消化食物成分的能力不同，若飲食內容與血型不合就容易造成疾病。相反地，若飲食與血型相容，人就會比較健康。例如，他們認為O型血是人類先祖最早的血型，所以仿效狩獵採集時期人類的高動物蛋白飲食比較適合O型血型者。相對的，他們認為A血型是人類進入農業時代才演化出來的，所以A血型者比較適合素食；B血型在游牧時期演化出來，B血型者較適合乳製品。而AB血型者則適合在A型跟B型之間的飲食。

## 證據
時至今日，仍無證據可證實血型飲食法是否有益健康。
2014年，多倫多大學執行的流行病學研究發現，飲食與心血管健康的關係，並不會隨著ABO血型而有所差異；該研究中某些結果甚至與血型飲食法所提出的效果相反。例如，AB血型組若越按照AB型飲食建議攝取食物，空腹血糖反而會越不健康。相反的，不論何種血型，只要攝取越高的A型飲食，心血管風險就越低，但是這很可能是因為所謂A型飲食其實就是以植物性食物為主的飲食型態，所以無論何種血型吃所謂的A型飲食都會比較健康。
此外，間接證據亦否證了彼得•打答摩的理論基礎。根據血型飲食法支持者的理論，人類演化史中O型血最早出現，所以建議O型人飲食要如原始先祖。但是人類基因研究發現，人類最早的血型可能其實是A型，而非O型。

## 文獻
1. ↑  郭佳容(編譯). . 康健雜誌. 2014-02-01  [2018-04-14]. （原始内容存档于2020-07-06）.
2. 1 2  遠見編輯部. . 遠見雜誌. 1998-09-05  [2018-04-14]. （原始内容存档于2018-06-17）.
3. ↑  David C K Roberts. . The Medical Journal of Australia. 200, 175: 637–40  [2018-04-14]. PMID 11837873. （原始内容存档于2011-08-24）.
4. ↑  Katherine Zeratsky. . Mayo Clinic. 2010-08-12  [2013-08-21]. （原始内容存档于2011-06-12）.
5. 1 2  Leila Cusack; Emmy De Buck; Veerle Compernolle; Philippe Vandekerckhove. . The American Journal of Clinical Nutrition. 2013-07-01, 98 (1): 99–104. PMID 23697707. doi:10.3945/ajcn.113.058693.
6. ↑  伍蓉. . 常春月刊. 2015-04-01  [2018-04-18]. （原始内容存档于2018-04-14）.
7. ↑  張芬恩(編譯). . 天下雜誌. 2017-07-09  [2018-04-18]. （原始内容存档于2018-04-14）.
8. ↑  趙敘允. . ETtoday. 2017-11-10  [2018-04-18]. （原始内容存档于2021-02-28）.
9. ↑  張世傑. . 華人健康網. 2017-10-11  [2018-04-18]. （原始内容存档于2018-01-02）.
10. ↑  無名氏. . 大紀元，引自"39健康網". 2008-01-11  [2018-04-15]. （原始内容存档于2019-12-29）.
11. ↑  代答摩, 彼得. . 台北: 晨星出版社. 2012: 320  [2018-04-15]. ISBN 9789861775609. （原始内容存档于2018-04-15）.
12. ↑  D'ADAMO, PETER J. . UK: Penguin. 2003. ISBN 0141014806.
13. ↑  Wang, Jingzhou; Bibiana García-Bailo; Daiva E. Nielsen; Ahmed El-Sohemy. . PLoS ONE. 15 January 2014, 9 (1): e84749. PMC 3893150 . PMID 24454746. doi:10.1371/journal.pone.0084749.
14. ↑  Mattos, Luiz C. de; Moreira, Haroldo W. . Revista Brasileira de Hematologia e Hemoterapia. 2004, 26. doi:10.1590/S1516-84842004000100012.
15. ↑  Saitou, Naruya; Yamamoto, Fumi-ichiro. . Molecular Biology and Evolution. 1997, 14 (4): 399–411  [2018-04-14]. PMID 9100370. doi:10.1093/oxfordjournals.molbev.a025776. （原始内容存档于2016-10-28）.